# Vidlák (Černíny)
Vidlák je rybník a stejnojmenná chatová osada v Středočeském kraji, v okrese Kutná Hora, oblíbené rekreační středisko. Nachází se asi 0,8 kilometru západně od centra obce Černíny (na katastrálním území této obce), asi 0,7 kilometru od železniční zastávky Černíny. Od Kutné Hory je rybník vzdálen necelých 13 kilometrů jižně vzdušnou čarou (asi 16 kilometrů po silnici). Rybník a část okolních lesů jsou ve vlastnictví města Kutná Hora.

## Popis a původ názvu

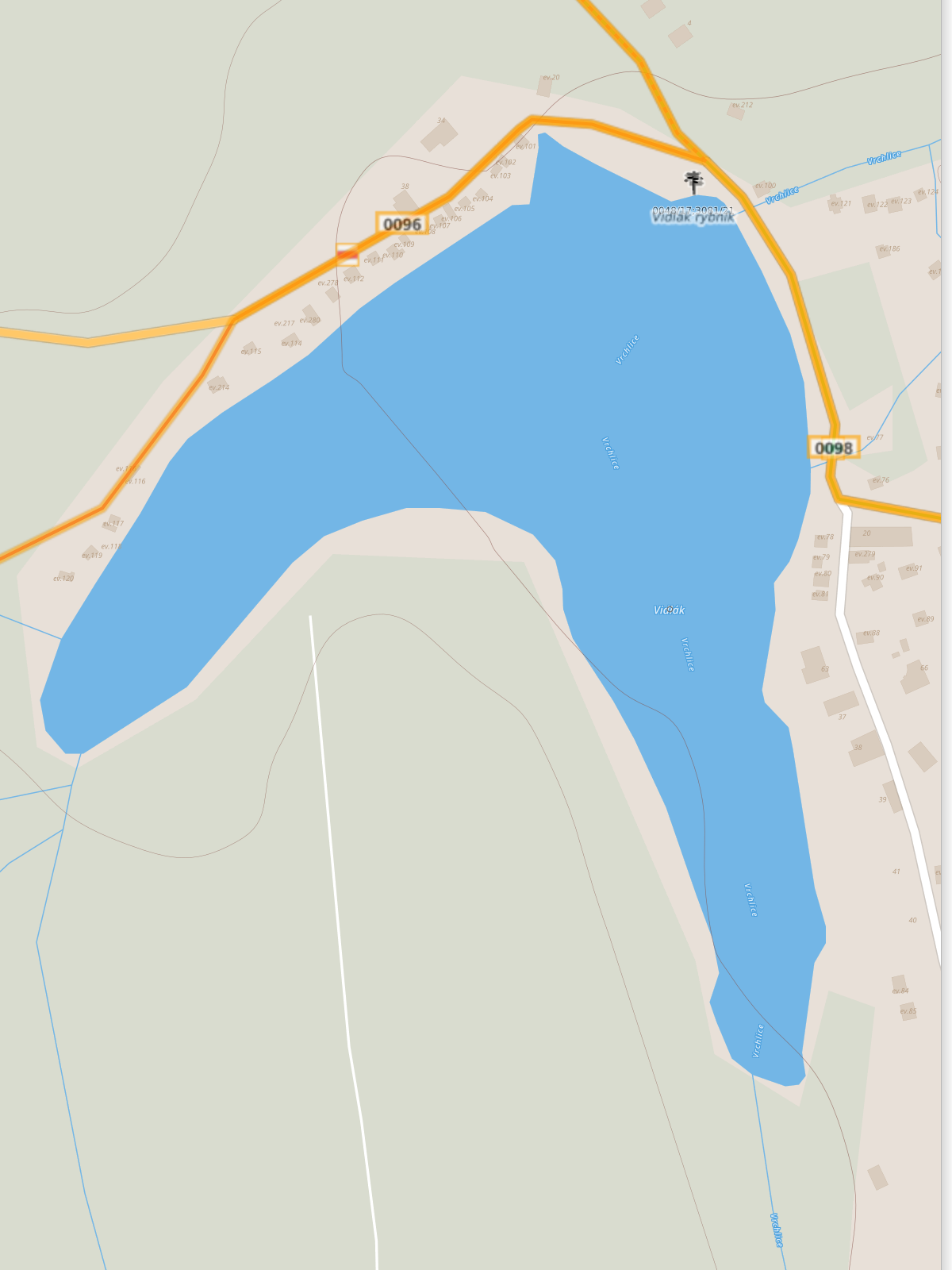
Typický vidlákovitý tvar rybníka

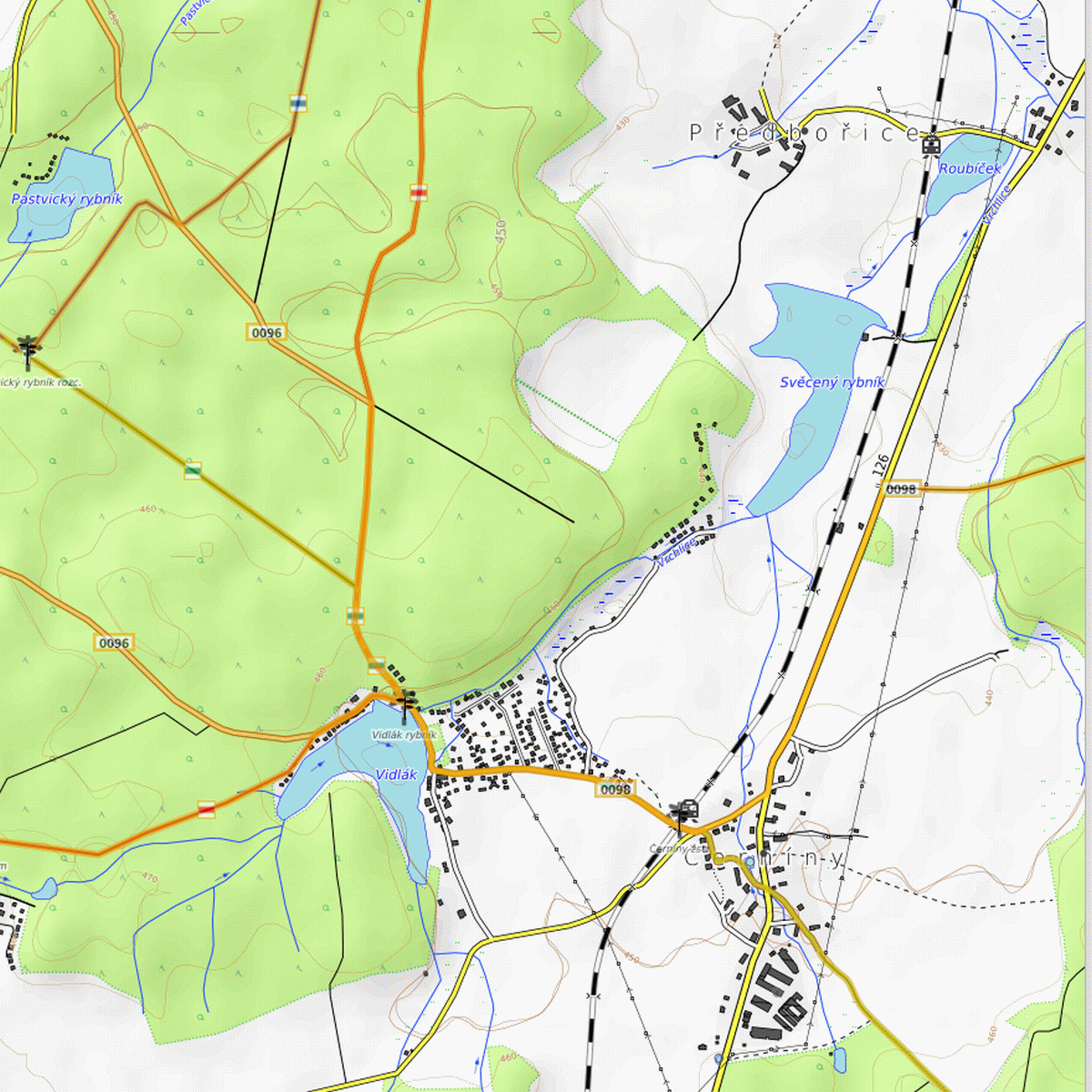
Vidlák: přítoky, odtoky, cesty. Okolní rybníky Pastvický, Svěcený, Roubíček

Rozloha rybníka je 6,5 hektarů, celkový objem činí 105 tis. m³, retenční objem je 34 tis. m³.
Leží v nadmořské výšce přibližně 438 metrů. Rybník je napájen říčkou Vrchlicí, která do rybníka přitéká od jihu (od Štipoklas) a současně druhou zdrojnicí Vrchlice, která pramení nad Jivovským rybníkem nedaleko Hetlína, poté protéká několika dalšími menšími rybníky, přijímá 3 malé bezejmenné přítoky a krátce poté vtéká do druhého (jihozápadního) ramene rybníka. Tento přítok tak sbírá vodu z celého lesního komplexu v prostoru mezi Hetlínem. Odtoky z rybníka jsou rovněž dva: na severním a jižním okraji hráze (nedaleko od hospody), přičemž jižní odtok se velmi krátce poté se severním spojuje. Vrchlice pak teče přibližně severovýchodním směrem a po necelém kilometru vtéká do Svěceného rybníka.
Tím, že rybník má dva přítoky, vznikl jeho charakteristický tvar se dvěma choboty (vidlicemi), od kterého je odvozen i jeho název. Původní soutok obou přítoků je většinou skrytý pod hladinou, při vypuštěném rybníku je však stále dobře patrný. V České republice najdeme ještě několik dalších rybníků tohoto názvu a zpravidla mají též dva přítoky a obdobný tvar.
Rybník je ve velkém rozsahu využíván pro rekreační účely, ale také k polointenzivnímu chovu ryb (s omezeným přihnojováním rybníka a přikrmováním ryb). Chová se především kapr. Pro rybník je typický jarní výlov (březen), podzimní výlov se neprovádí. Za jak dlouho se rybník opět naplní závisí proto na vydatnosti srážek během jara, ale vzhledem k existenci dvou přítokům z lesnatých oblastí k tomu zpravidla dochází již v průběhu května, případně během června.
Kolem roku 2010 postupně v několika etapách proběhly rozsáhlejší opravy hráze a přelivu, po dlouhou dobu byl rybník zcela vypuštěn a došlo též na odbahnění dna rybníka. Na hrázi byly odstraněny veškeré menší náletové dřeviny a bylo vykáceno (zřejmě pro špatný zdravotní stav) též několik velkých stromů na straně hráze směrem do rybníka. Vzhled celého východní břehu se tak významně změnil.
Na podzim roku 2013 a počátkem roku 2014 skupina aktivních chatařů obnovila hřiště s antukovým povrchem pro nohejbal, badminton a líný tenis pod hrází rybníka, které předtím mnoho let chátralo. Z vlastních prostředků financovali i nákup antuky, sítě, míčů, hrabadla a dalšího vybavení. Nyní se na hřiště pořádají též dětská sportovní odpoledne. Chatový výbor v průběhu roku organizuje i různé další sportovní a kulturní akce.
Přístup k rybníku: Vídlák je dobře dopravně dostupný jak veřejnou dopravou, tak osobními automobily. Nedaleko se nachází železniční zastávka Černíny na železniční trati č. 235. Z Kutné Hory až do Černín vede kvalitní silnice II/126 (stejná silnice i od jihu, ze Štipoklas a Zbraslavic), poté krátká odbočka po místní komunikaci. Kolem rybníka prochází hned několik pěších tras a cyklotras. Nedaleko severního okraje hráze se nachází rozcestník turistických značených cest Vidlák – rybník. Vedou zde, zčásti souběžně, červená turistická „magistrála“ z Kutné Hory do Zruče nad Sázavou a zelená turistická značka, dále cyklotrasy 0096 a 0098, po kterých se lze vydat téměř do všech směrů. V zimě (podle počasí) bývají v širokém okolí rybníka projeté lyžařské stopy.

## Chatová osada
Původně se u rybníka nacházela malá osada Vidláky (asi 7 domů). Pod rybníkem stával též mlýn, první z mnoha na Vrchlici, byl však rozbořen již před více než 100 lety. První chaty zde vznikly již za první republiky, několik malých chat v lese na severním břehu se dochovalo až do současnosti víceméně v původní podobě. Vzhledem k dobré dopravní dostupnosti se chatová osada postupně zvětšovala, nejvíce v 60. letech a počátkem 70. let dvacátého století. Nyní jde o jednu z největších chatových osad na Kutnohorsku, podél silnice se chaty rozrostly skoro až k železniční zastávce Černíny, pod hrází podél Vrchlice se téměř spojila část chatové osady Vidlák a menší chatová osada při jižním okraji Svěceného rybníka. Několik domů slouží i pro trvalé bydlení.
Hostinec na Vidláku se zde nacházel opět již za první republiky. Na východní boční stěně domu čp. 20 je poměrně dobře čitelný nápis „Hostinec na Vidláku, 1923“. V současnosti je však jako hostinec využívána pouze spodní část tohoto dvojdomu (blíže k hrázi rybníka). K dispozici je zde také připojení k Internetu prostřednictvím Wi-Fi.

## Okolní les a rybníky
Rybník je ze tří stran (severní, západní a jižní) obklopen rozsáhlým komplexem Švábinovského lesa (ve starších průvodcích se uvádí jako Michlovecký les, viz např. průvodce Kutnohorsko a Střední Polabí).
Převážně jde o lesní kulturu smrku ztepilého. V komplexu Švábinovského lesa se rozkládá ještě celá řada větších či menších rybníků. Asi 1,5 kilometru severoseverovýchodně od Vidláku se nachází o něco menší Pastvický rybník, který je také využíván pro rekreační účely (byť ne tak intenzivně jako Vidlák) a je poměrně významný též z hlediska ochrany přírody a biodiverzity. Dále to jsou Židovský rybník (blízko samoty Kocourov), Hejniční rybník (mezi Kocourovem a Švábínovem) a dva rybníky přímo u osady Švábínov (Olšinský, druhý na mapách bez jména, heslo Švábínov na Wikipedii uvádí název Švábinský, též Švábinovský). U obce Hetlín to jsou Náveský rybník, malinký Dalmacínek a Jívový rybník. Již mimo lesní komplex, ale těsně při jeho východním okraji (a nejblíže od Vidláku) se také na Vrchlici rozkládá již zmíněný a největší Svěcený rybník (8,1 hektaru). Přibližně 2 kilometry jižně až jihojihovýchodně od Vidláku (u Zbraslavic) se nachází významný Starý rybník s velkým rekreačně sportovním komplexem.

## Fotogalerie

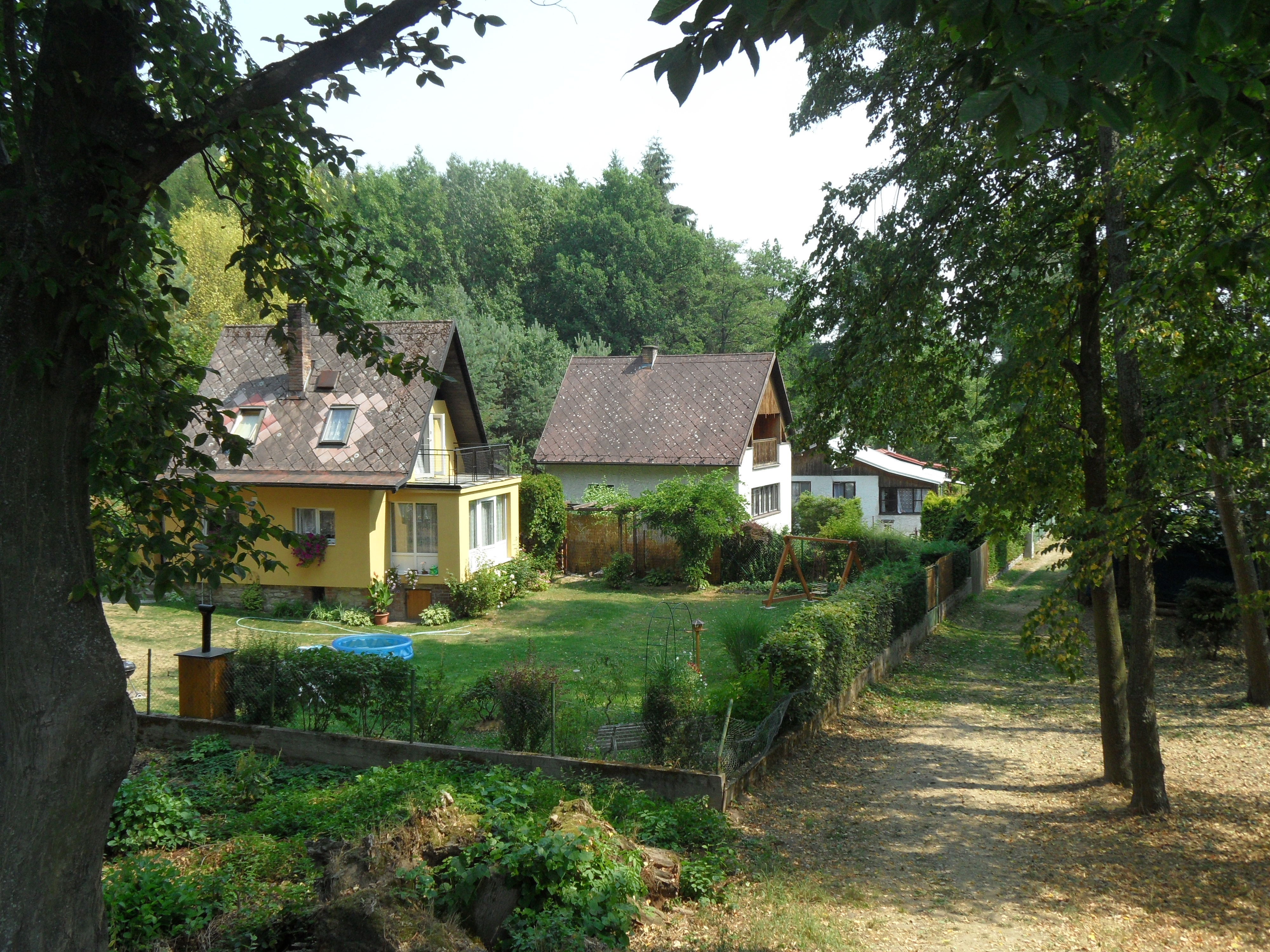
Chaty pod hrází
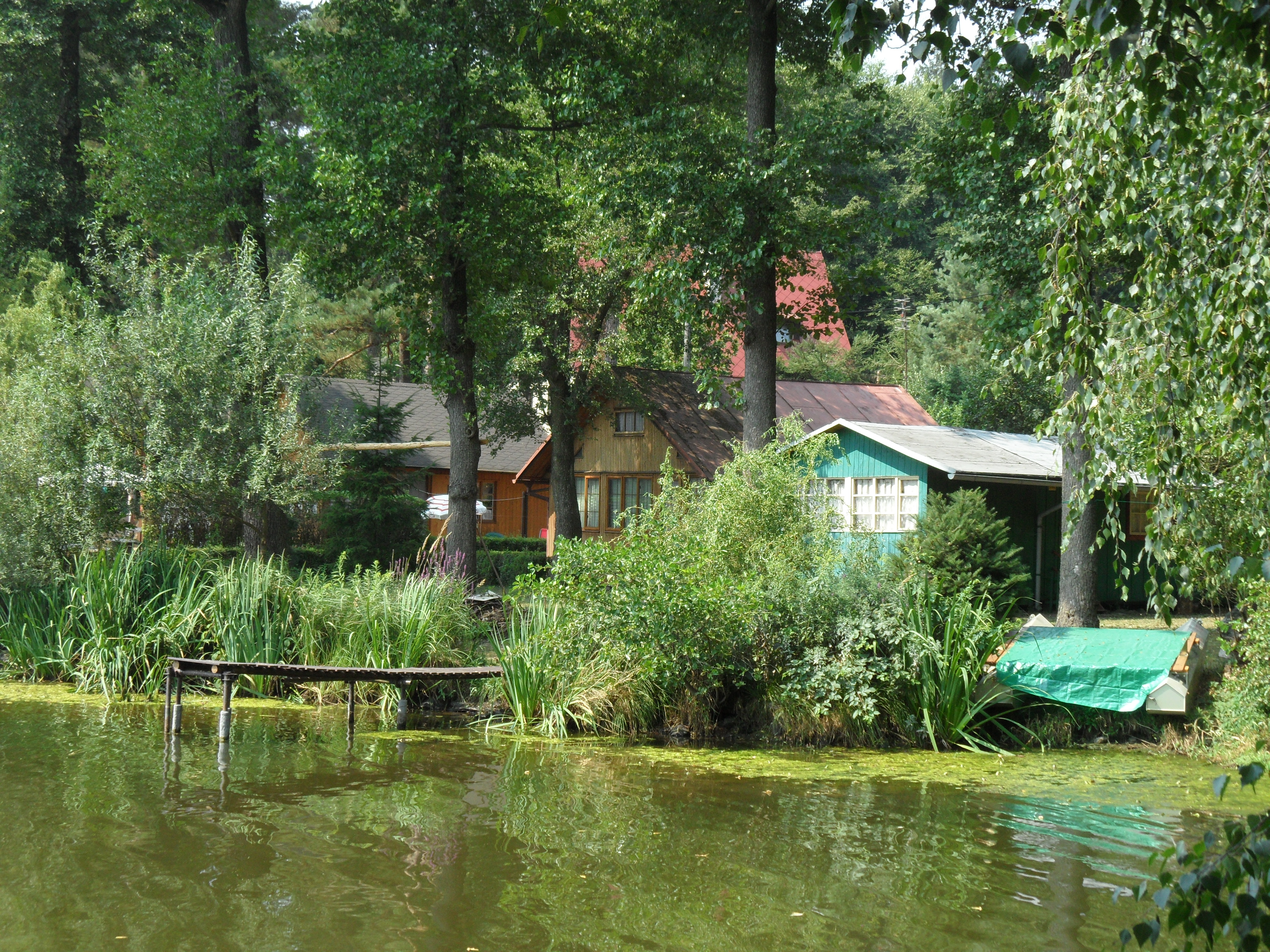
Chaty na SZ břehu
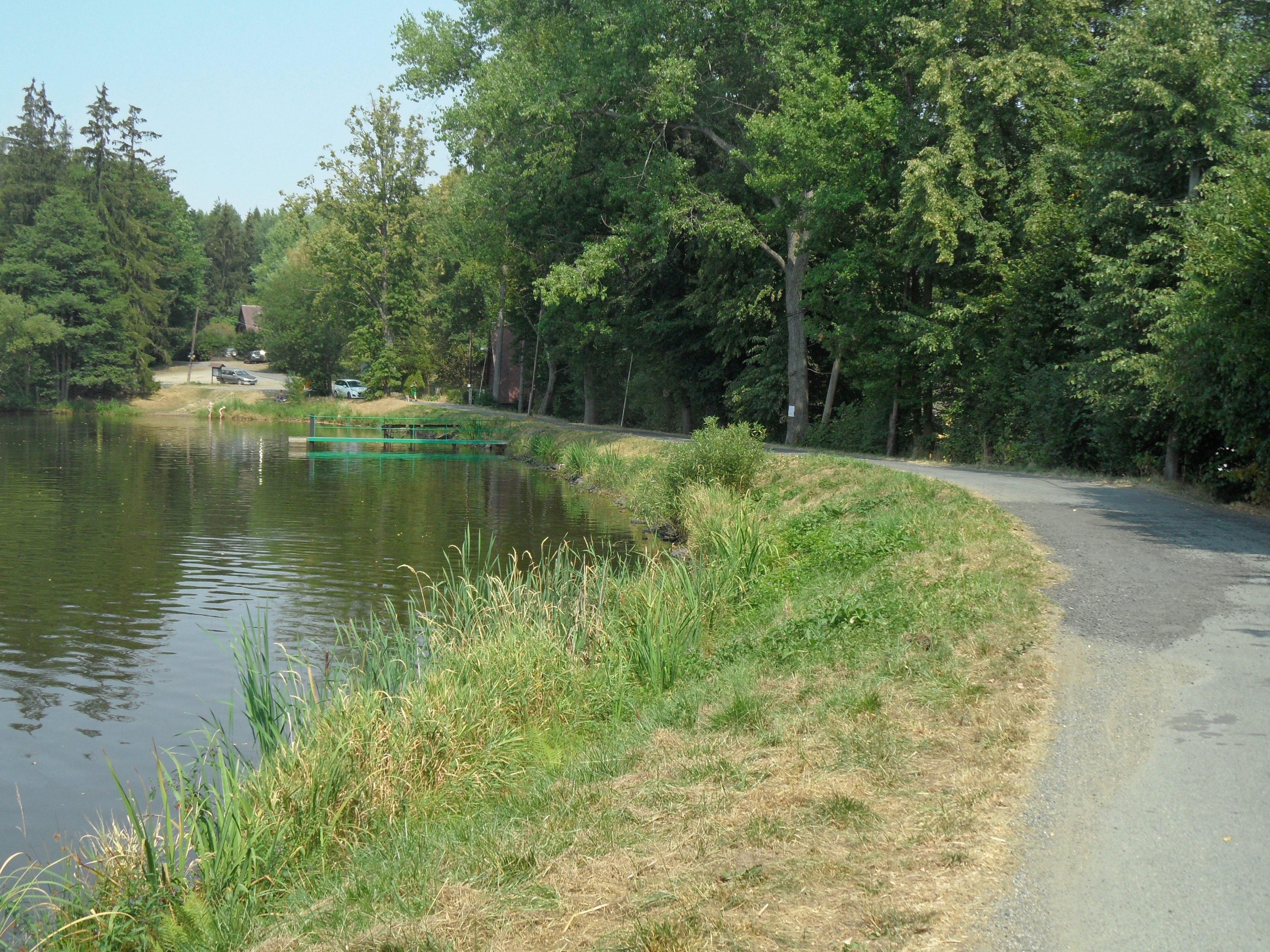
Hráz od jihu (s již vykácenými stromy)
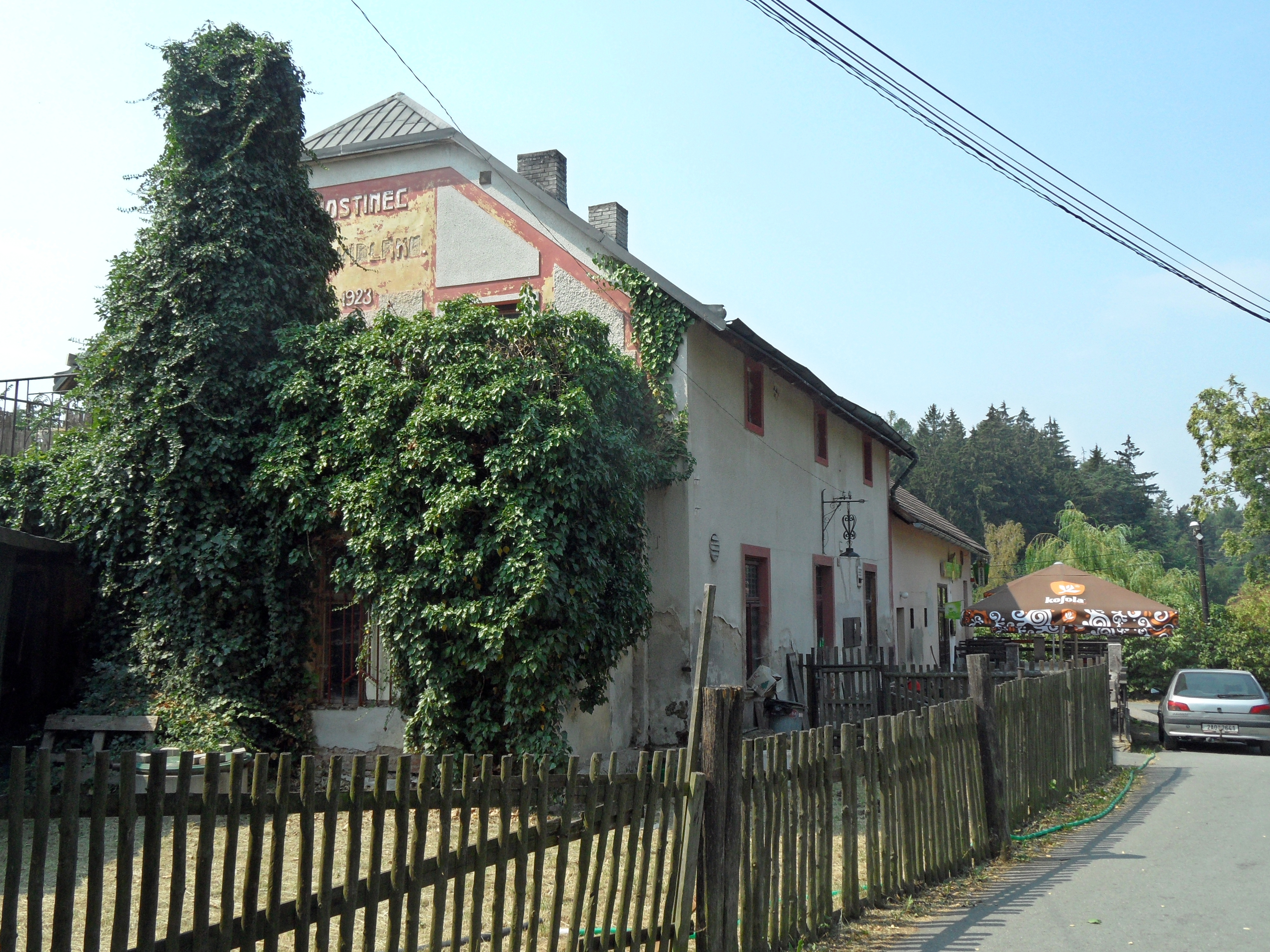
Starý hostinec (s letopočtem 1923)
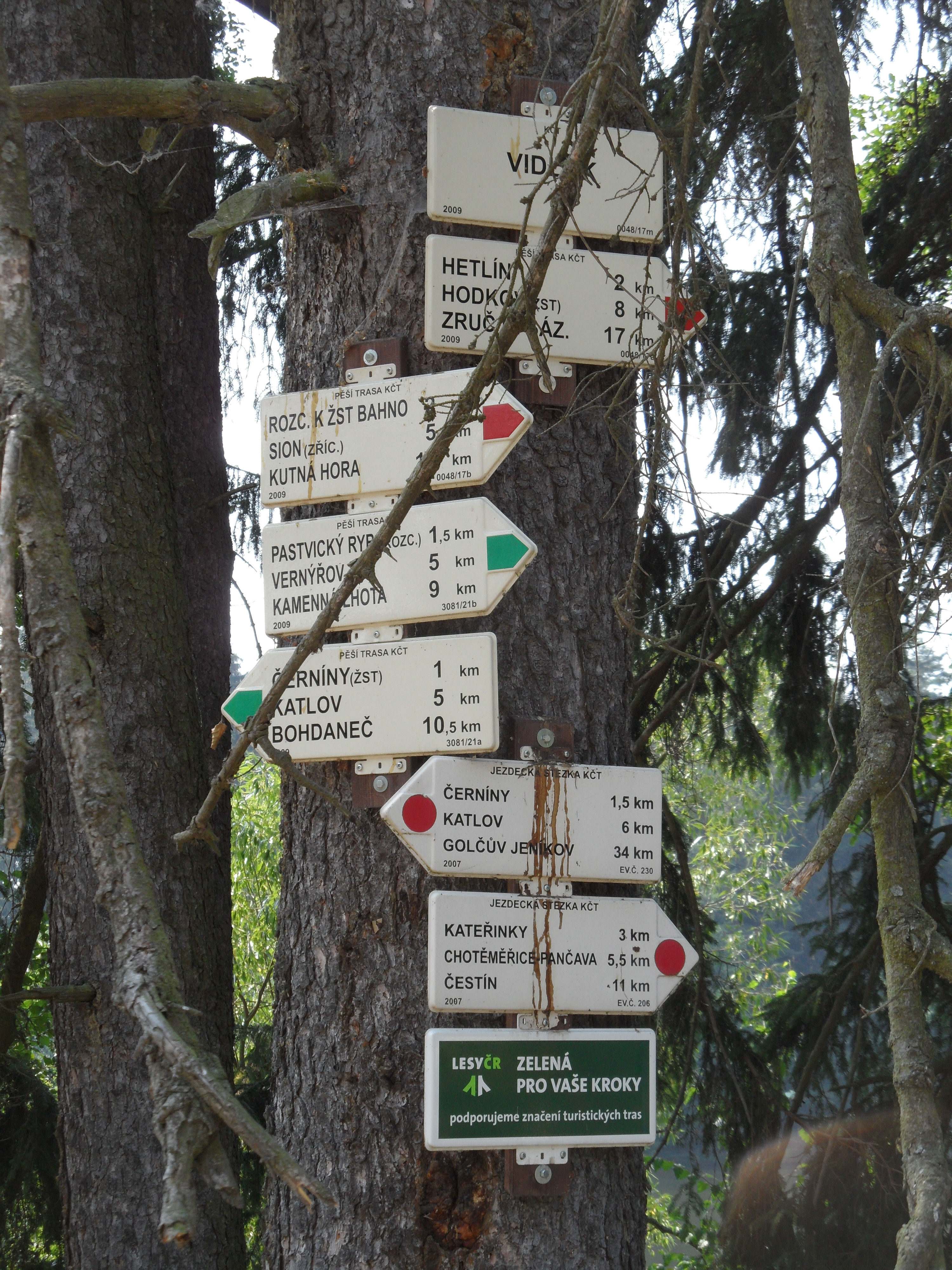
Rozcestník značených turistických cest